# Louise Hay
Louise Lynn Hay, mais conhecida como Louise Hay (Los Angeles, 8 de outubro de 1926 - San Diego, 30 de agosto de 2017) foi uma escritora e palestrante motivacional norte-americana, e fundadora da editora Hay House, que publicou centenas de livros de autoajuda, incluindo best-sellers de diversos autores, e considerada uma das principais neste gênero literário.

## Biografia
Louise Hay nasceu em Los Angeles, no dia 8 de outubro de 1926. Sua mãe era pobre, e trabalhava como doméstica, divorciando-se do marido quando Louise tinha 18 meses. Mais tarde, sua mãe casou-se novamente com outro homem, que era abusivo e agredia ela e Louise.
Ainda criança, Louise foi abusada sexualmente por um vizinho alcóolatra, trauma que mais tarde ela escreveria em seu livro mais vendido. Aos 15 anos, fugiu de casa e abandonou a escola por não suportar as agressões que sofria. No ano seguinte, ficou grávida, porém entregou a criança para adoção por não ter condições de criar o bebê.
Louise seguiu a vida trabalhando como garçonete, e mais tarde mudou-se com uma amiga para Chicago, onde conseguiu um trabalho em um hotel. A partir daí, tentou seguir a carreira de modelo e mudou-se para Nova Iorque, onde trabalhou para estilistas de alta-costura.
Durante seu período como modelo, conheceu Andrew Hay, um influente empresário inglês com quem acabou se casando em 1954. Sobre essa época, Louise disse mais tarde:  
“Apesar de ser uma modelo de sucesso e de ter um homem formidável, minha autoestima ainda era pouca e continuou assim por muito tempo, até eu começar o meu trabalho interior”.
Após 14 anos de casada, Louise passou por uma nova decepção quando seu marido decidiu deixá-la para ir viver com outra mulher, deixando-a profundamente abalada. Foi nessa época que Louise encontrou em Nova Iorque, a First Church of Religious Science, um centro religioso localizado em Manhattan, onde absorveu lições sobre o poder do pensamento positivo, e leituras sobre Novo Pensamento.
Influenciada por autores americanos do pensamento positivo, tais como Florence Scovel Shinn, e Ernest Holmes, conheceu mais tarde a meditação transcedental, tendo estudado ensinamentos com Maharishi Mahesh Yog.
Em 1976, publicou seu primeiro livro, Heal Your Body, onde detalha uma lista de doenças do corpo e suas origens metafísicas. Neste período, Louise recebeu um diagnóstico de câncer, no entanto recusou um tratamento convencional concluindo que sua doença fora causada por emoções provenientes de seus traumas passados. Seu tratamento aplicado baseou-se em suas próprias filosofias mediante afirmações, visualização, limpeza nutricional e psicoterapia.
Mais tarde, em 1984, Louise publicou seu segundo livro, You Can Heal Your Life (em português: "Você Pode Curar sua Vida"), onde detalha sua história pessoal, e como conseguiu superar seu passado traumático e curar suas doenças através do pensamento. O livro se tornou um best-seller, sendo traduzido para mais de 30 idiomas, contabilizando mais de 35 milhões de cópias vendidas em 2008.
Em seus dois primeiros livros, Louise descreve suas crenças associando que um padrão emocional negativo específico, estaria diretamente ligado ao surgimento de doenças físicas como o câncer, onde a cura do padrão causador, consequentemente levaria à cura da doença. Em seu best-seller de 1984, a autora ainda destaca sua visão sobre a AIDS:
“Acredito que as doenças sexualmente transmissíveis estão quase sempre ligadas à culpa sexual. Isso decorre de um sentimento, muitas vezes inconsciente dizendo que não é correto expressarmos nossa sexualidade. Uma pessoa portadora de uma doença sexual pode ter vários parceiros, mas somente aqueles com uma imunidade emocional e física mais frágil, que estarão suscetíveis à doença”.
Ainda em 1984, Louise fundou sua própria editora, Hay House, focada no lançamento de seus próprios títulos. Com o sucesso do segundo livro, o negócio floresceu e a editora foi instituída em 1987, publicando ao longo do tempo para vários autores do gênero de autoajuda, como Dr. Wayne Dyer, Deepak Chopra, e Esther Hicks, sendo a principal editora deste gênero com centenas de publicações distribuídas em livros físicos, e no formato áudio.
Além de dirigir sua editora, Louise também atuou em uma organização de caridade chamada Hay Foundation, que ela fundou em 1985. A Hay Foundation atua incentivando e apoiando financeiramente diversos grupos que fornecem comida, abrigo, aconselhamentos, cuidados paliativos, e dinheiro aos necessitados.
Em 2007, foi produzida uma adaptação cinematográfica contando a vida da autora, o documentário intitulado You Can Heal Your Life. No site oficial do filme, Louise escreveu com suas palavras: "Este filme é a história da minha vida, meus ensinamentos e como apliquei os princípios dos meus ensinamentos à minha própria vida." O filme com 90 minutos também apresentou palestrantes e autores notáveis na área de desenvolvimento pessoal, foi dirigido por Michael A. Goorjian, sendo lançado no início de 2008.
Alguns meses após o lançamento do documentário, Louise foi homenageada com o Prêmio Minerva na Conferência de Mulheres da Califórnia. Mais tarde, em 2011, ela, e Cheryl Richardson lançaram o livro You Can Create An Exceptional Life.
Louise Hay morreu em casa enquanto dormia no dia 30 de agosto de 2017, aos 90 anos.

## Livros em português
- Você pode curar a sua vida, 1984, Best Seller, ISBN 857-123-741-7
- Ame-se e cure sua vida’ - exercícios de autoajuda para sua mudança interior‘, 1990 Best Seller, ISBN 85-7123-227-X
- O Poder Dentro de Você - como despertar a percepção e a sabedoria interior para uma vida plena e feliz, 1991 editora Besta Seller. ISBN 85-7123-287-3
- O poder das afirmações positivas, 2005 Sextante. ISBN 85-7542-168-9
- Ame seu Corpo, 2012, Madras Editora, ISBN 978-85-370-0774-7
- Histórias de Vida, 2012, Madras Editora, ISBN 978-85-370-0800-3
- Mulheres Poderosas, 2012, Madras Editora, ISBN 978-85-370-0775-4
- O Poder Está em Você, 2012, Madras Editora, ISBN 978-85-370-0795-2
- Vida!, 2012, Madras Editora, ISBN 978-85-370-0785-3

- Pensamentos do coração,2015, Best Seller. ISBN 978-85-7684-916-2

## Livros em inglês
- You Can Heal Your Life. Hay House Inc., 1984. ISBN 0-937611-01-8
- Heal Your Body: The Mental Causes for Physical Illness and the Metaphysical Way to Overcome Them. Hay House Inc., 1984. ISBN 0-937611-35-2
- The AIDS Book: Creating a Positive Approach. Hay House Inc., 1988 ISBN 0-937611-32-8
- A Garden of Thoughts: My Affirmation Journal. Hay House Inc., 1989 ISBN 978-0937611678
- Love Yourself, Heal Your Life Workbook. Hay House Inc., 1990
- The Power Is Within You. Hay House Inc., 1991
- Heart Thoughts. Hay House Inc., 1992 ISBN 978-1-4019-3720-1
- Loving Thoughts For Increasing Prosperity. Hay house Inc., 1993
- Gratitude: A Way Of Life. Hay House Inc., 1996
- Life! Reflections On Your Journey. Hay House Inc., 1996 ISBN 978-1561700929
- Living Perfect Love: Empowering Rituals For Women. Humantics MultiMedia Publishers, 1996 ISBN 978-0-9652851-0-0
- Heal Your Body A–Z: The Mental Causes for Physical Illness and the Way to Overcome Them. HayHouse Inc. 1998 ISBN 978-1561707928
- 101 Ways To Health And Healing. Hay House Inc., 1998 ISBN 978-1-56170-496-5
- All is Well : Heal your body. Carlsbad, US: Hay House. 2013. ISBN 978-1-4019-3502-3
- Loving Yourself to Great Health: Thoughts & food : the ultimate diet. [S.l.]: Hay House Inc. 2014. ISBN 978-1-4019-4284-7
- Hay, Louise L.; Kessler, David (2014). You can heal your heart : finding peace after a breakup, divorce, or death. [S.l.: s.n.] ISBN 978-1-4019-4387-5 (com David Kessler)
- Life loves you: 7 spiritual experiments to heal your life. [S.l.]: Hay House Inc. 2014. ISBN 978-1-4019-4614-2
- I Think, I Am!: Teaching Kids the Power of Affirmations[14]